# Liga dos Campeões da UEFA de 2010–11 – Play-off de Qualificação
Resultado das partidas da última fase de qualificação para a fase de grupos da Liga dos Campeões da UEFA de 2010-11.

## Primeira fase

### Primeiro jogo
| 17 de Agosto de 2010 | Zenit St. Petersburg | 1 – 0     | Auxerre | Petrovskiy Stadium, São Petersburgo |
| 18:30                | Kerjakov 3'          | Relatório |         | Árbitro: Björn Kuipers              |

| 17 de Agosto de 2010 | Rosenborg                   | 2 – 1     | Copenhagen   | Lerkendal Stadion, Trondheim |
| 20:45                | Iversen 23' · Henriksen 57' | Relatório | Grønkjær 84' | Árbitro: Gianluca Rocchi     |

| 17 de Agosto de 2010 | Sparta Praga | 0 – 2     | Žilina                  | Generali Arena, Praga    |
| 20:45                |              | Relatório | Ceesay 51' · Oravec 73' | Árbitro: Martin Atkinson |

| 17 de Agosto de 2010 | Young Boys                                 | 3 – 2     | Tottenham Hotspur              | Stade de Suisse, Berna      |
| 20:45                | Lulić 4' · Bienvenu 13' · Hochstrasser 28' | Relatório | Bassong 42' · Pavlyuchenko 83' | Árbitro: Frank De Bleeckere |

| 17 de Agosto de 2010 | Dynamo Kyiv | 1 – 1     | Ajax | Lobanovsky Dynamo Stadium, Kiev |
| 20:45                | Husyev 66'  | Relatório |      | Árbitro: Massimo Busacca        |

| 18 de Agosto de 2010 | Red Bull Salzburg                | 2 – 3     | Hapoel Tel Aviv                             | Red Bull Arena, Wals-Siezenheim |
| 20:45                | Pokrivač 28' · Wallner 67' (pen) | Relatório | Enyeama 3' (pen) · Sahar 44' · Shechter 53' | Árbitro: Pedro Proença          |

| 18 de Agosto de 2010 | Basel       | 1 – 0     | Sheriff | St. Jakob-Park, Basel |
| 20:45                | Stocker 54' | Relatório |         | Árbitro: Terje Hauge  |

| 18 de Agosto de 2010 | Partizan                    | 2 – 2     | Anderlecht              | Stadion FK Partizan, Belgrado |
| 20:45                | Cléo 57' · Lecjaks 64' (GC) | Relatório | Gillet 54' · Juhász 66' | Árbitro: Claus Bo Larsen      |

| 18 de Agosto de 2010 | Braga       | 1 – 0  | Sevilla | Estádio Municipal de Braga, Braga |
| 20:45                | Matheus 62' | Report |         | Árbitro: Wolfgang Stark           |

| 18 de Agosto de 2010 | Werder Bremen                              | 3 – 1     | Sampdoria   | Weserstadion, Bremen     |
| 20:45                | Fritz 51' · Frings 67' (pen) · Pizarro 69' | Relatório | Pazzini 90' | Árbitro: Stéphane Lannoy |

### Segundo jogo
| 24 de Agosto de 2010 | Hapoel Tel Aviv | 1 – 1     | Red Bull Salzburg         | Bloomfield Stadium, Tel Aviv |
| 20:45                | Zahavi 90+2'    | Relatório | Douglas da Silva 42' (GC) | Árbitro: Pieter Vink         |

| 24 de Agosto de 2010 | Sheriff | 0 – 3     | Basel                       | Sheriff Stadium, Tiraspol |
| 20:45                |         | Relatório | Streller 74' · Frei 80' 87' | Árbitro: Martin Hansson   |

| 24 de Agosto de 2010 | Anderlecht              | 2 – 2     | Partizan    | Constant Vanden Stock Stadium, Brussels |
| 20:45                | Lukaku 64' · Gillet 71' | Relatório | Cléo 1' 53' | Árbitro: Craig Thomson                  |

|                                       |       | Penalidades                              |  |
| Suárez Biglia Gillet Legear Boussoufa | 2 – 3 | Cléo Krstajić Petrović Davidov Stanković |  |

| 24 de Agosto de 2010 | Sevilla                                      | 3 – 4     | Braga                            | Estádio Ramón Sánchez Pizjuán, Seville |
| 20:45                | Luís Fabiano 60' · Navas 84' · Kanouté 90+1' | Relatório | Matheus 31' · Lima 58', 85', 90' | Árbitro: Nicola Rizzoli                |

| 24 de Agosto de 2010 | Sampdoria                     | 3 – 2     | Werder Bremen                  | Stadio Luigi Ferraris, Genoa |
| 20:45                | Pazzini 8', 13' · Cassano 85' | Relatório | Rosenberg 90+3' · Pizarro 100' | Árbitro: Viktor Kassai       |

| 25 de Agosto de 2010 | Copenhagen  | 1 – 0     | Rosenborg | Parken Stadium, Copenhague |
| 20:45                | Ottesen 33' | Relatório |           | Árbitro: Felix Brych       |

| 25 de Agosto de 2010 | Žilina     | 1 – 0     | Sparta Prague | Stadium Pod Dubňom, Žilina    |
| 20:45                | Ceesay 18' | Relatório |               | Árbitro: Olegário Benquerença |

| 25 de Agosto de 2010 | Tottenham                              | 4 – 0     | Young Boys | White Hart Lane, Londres |
| 20:45                | Crouch 5', 61', 78' (pen.) · Defoe 32' | Relatório |            | Árbitro: Laurent Duhamel |

| 25 de Agosto de 2010 | Auxerre                 | 2 – 0     | Zenit St. Petersburg | Stade de l'Abbé-Deschamps, Auxerre |
| 20:45                | Hengbart 9' · Jeleń 53' | Relatório |                      | Árbitro: Damir Skomina             |

| 25 de Agosto de 2010 | Ajax                         | 2 – 1     | Dynamo Kyiv           | Amsterdam Arena, Amsterdam        |
| 20:45                | Suárez 43' · El Hamdaoui 75' | Relatório | Shevchenko 84' (pen.) | Árbitro: Alberto Undiano Mallenco |